# Entidade local menor
Entidade local menor (entidad local menor, em língua espanhola) é um tipo de divisão administrativa existente na Espanha, equivalente ao que em Portugal se chama freguesia e no Brasil se chama distrito. As entidades locais menores dependem de municípios.